# Колокольня Елецкого монастыря
Колокольня Елецкого монастыря (укр. Дзвіниця Елецького монастиря) — надвратная колокольня Елецкого монастыря; памятник архитектуры и истории национального значения в Чернигове.

## История
Колокольня в Елецком монастыре, по-видимому, была ещё в древние времена. По крайней мере, её существование в XVI столетии не вызывает сомнения. Со слов черниговских старожилов Иоанникий Голятовский в Скарбнице сообщает, что в монастыре «трапеза и звонница од реки Десны была». Следовательно, она находилась где-то на краю Болдиной горы.
Самое ранее высотное сооружение Чернигова. На месте деревянной в период 1670—1675 годы была построена каменная колокольня как оборонная надвратная башня — в ней и сейчас можно увидеть многочисленные бойницы.
Постановлением Кабинета Министров УССР от 24.08.1963 № 970 присвоен статус памятник архитектуры национального значения с охранным № 817/2.
Постановлением Кабинета министров Украины от 10.10.2012 № 929 присвоен статус памятник архитектуры и истории национального значения с охранным № 250043/2-Н под название Колокольня Успенского собора.

## Описание
Входит в комплекс сооружений Елецкого Успенского монастыря — участок историко-архитектурного заповедника Чернигов древний, расположенный на Елецкой Горе — улица Князя Чёрного, 1.
Двухъярусная, где 1-й ярус — трёхэтажный: на первом этаже расположены ворота, на втором и третьем сохранился архив. Восьмиугольная в плане, высота до купола 34 м. Ярусы подчеркнуты в оформлении фасадов горизонтальными профилями, которые опоясывают восьмерик, а по углах его снизу вверх тянутся неширокие пилястры, которые имитируют выступающие венца сруба.
Ворота колокольни, именуемые прежде Святыми, выходили непосредственно на Елецкую улицу, которая соединяет монастырь с Валом. Когда-то это был главный въезд в обитель.
Колокольня ремонтировалась в 1815, 1876—1878 и в послевоенные годы. В 1977 году были проведены ремонтно-реставрационные работы.